# Dante Rezze
Dante Rezze (Lione, 27 aprile 1963) è un ex ciclista su strada francese, professionista dal 1986 al 1997.

## Carriera
Velocista capace di tenere il passo anche nei piccoli strappi, fu un promettente ciclista tra i dilettanti. Nel giugno 1986 vinse il prologo a cronometro del Giro del Lussemburgo, passò quindi professionista nel settembre dello stesso anno con il team francese RMO diretto da Bernard Thévenet.
Rimase per sette anni alla RMO, piazzandosi secondo al Giro del Piemonte 1990 e terzo al Grosser Preis des Kantons Aargau 1992; corse quindi nel 1993 con la Castorama, guidata da Cyrille Guimard, e dal 1994 al 1996 con la Jolly Componibili/Aki di Roberto Amadio. In carriera partecipò tre volte al Tour de France e due volte al Giro d'Italia.

## Palmarès
- 1986 (una vittoria)

Prologo Giro del Lussemburgo (Lussemburgo > Lussemburgo, cronometro)

## Piazzamenti

### Grandi Giri
- Tour de France

1992: 178º
1994: ritirato
1995: ritirato
- Giro d'Italia

1990:ritirato
1993: 117º